# Dobromir (nombre)
Dobromir o Dobromiro - es un nombre propio masculino de origen Eslavo, su significado: "dobro" (bondad) y  “mir” ("paz y gloria). Forma femenina: Dobromira. 

## Personajes
Dobromir Crysós -  fue un líder de los valacos1 y los búlgaros cuando Alejo III Ángelo.